# 格尔林根 (下莱茵省)
格尔林根（法語：Gœrlingen，法語發音：[gœʁliŋ(ɡ)ən] ⓘ；莱茵法兰克语：Geerlínge）是法国下莱茵省的一个市镇，属于萨韦尔讷区。

## 地理
格尔林根（48°47'46"N, 7°4'57"E）面积3.77 平方千米，位于法国大東部大區下莱茵省，该省份为法国大陆部分最东部的省份，是阿尔萨斯的一部分，今与上莱茵省组成了阿尔萨斯欧洲集体，其南至上莱茵省，西南接孚日省和默尔特-摩泽尔省，西接摩泽尔省，北与德国接壤。
与格尔林根接壤的市镇（或旧市镇、城区）包括：埃勒兰-莱费内特朗日、伊尔伯赛姆、萨拉尔特罗夫、贝伦多夫、基尔贝格、劳维莱尔。
格尔林根的时区为UTC+01:00、UTC+02:00（夏令时）。

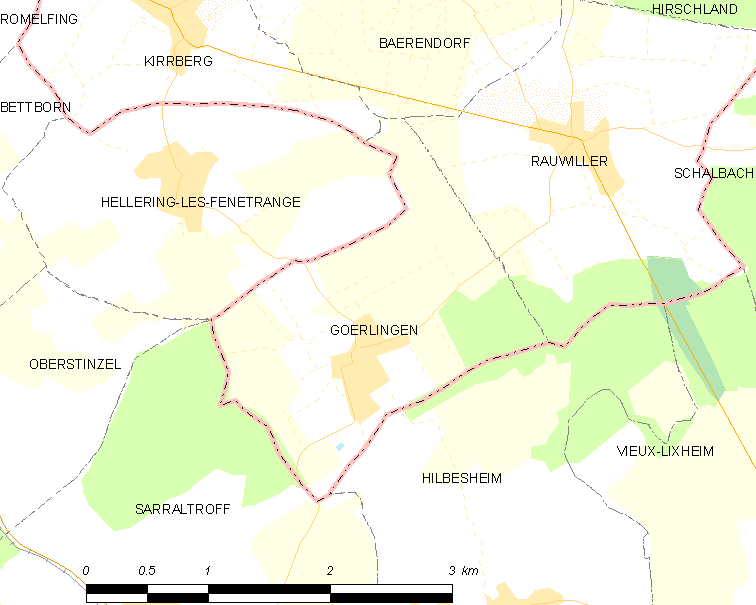
格尔林根的OSM定位图

## 行政
格尔林根的邮政编码为67320，INSEE市镇编码为67159。

## 政治
格尔林根所属的省级选区为英维莱尔县。

## 人口

1962-2008年间格尔林根人口变化图示

格尔林根于2022年1月1日时的人口数量为204人。